# Вовчок (Чернігівський район)
Вовчо́к — село в Україні, у Кіптівській сільській громаді Чернігівського району Чернігівської області. Населення становить 553 особи. До 2015 орган місцевого самоврядування — Вовчківська сільська рада. У Вовчку працюють: церква Різдва Богородиці. поштове відділення, загальноосвітня школа не працює, фельдшерсько-акушерський пункт, Будинок культури, бібліотека, 3 магазини. На базі колгоспу «Перше травня», після збанкрутілого у 2005 році ПОСП «Пролісок» нещодавно створено нове сільгосппідприємство.

## Географія
Селом протікає річка Вовк, ліва притока Махнії.

## Історія
Список наявних у Малоросійській губернії селищ 1799—1801 років подає дані, що в селі проживало 550 податкових душ.
1859 року у селі козачому, казенному та власницькому, центрі Вовчківської волості Остерського повіту Чернігівської губернії, мешкало 1233 особи (645 осіб чоловічої статі та 588 — жіночої), налічувалось 206 дворових господарств, існувала православна церква. У 1901 мешкало 1778 осіб[джерело?]. Вовчок радіофіковано у 1957 році, електрифіковано — 1967, перший телевізор у селі з'явився у 1967 році.
3 вересня 2015 року село увійшло до Кіптівської сільської громади шляхом об'єднання із Кіптівською сільрадою. Староста — Лось Валентина Михайлівна.
12 червня 2020 року, відповідно до розпорядження Кабінету Міністрів України № 730-р від «Про визначення адміністративних центрів та затвердження територій територіальних громад Чернігівської області», село увійшло до складу Кіптівської сільської громади.
17 липня 2020 року, в результаті адміністративно-територіальної реформи та ліквідації Козелецького району, село увійшло до складу Чернігівського району

## Політика

### Парламентські вибори, 2019
На позачергових парламентських виборах 2019 року у селі функціонувала окрема виборча дільниця № 740254, розташована у приміщенні адміністративної будівлі.
Результати
- зареєстровано 405 виборців, явка 66,67%, найбільше голосів віддано за «Слугу народу» — 22,10%, за Всеукраїнське об'єднання «Батьківщина» — 18,73%, за Радикальну партію Олега Ляшка — 16,85%[8]. В одномандатному окрузі найбільше голосів отримав Борис Приходько (самовисування) — 48,59%, за Сергія Коровченка (самовисування) — 18,07%, за Олега Дмитренка (самовисування) — 12,05%[9].

## Пам'ятки
- Церква Різдва Богородиці;
- Братська могила[d] 6 радянських воїнів, які загинули при звільненні села восени 1943р.;
- Могила[d] учасника громадянської війни Ю.М. Назаренка;
- Поселення «Подол-1[d]» (XVI-XII, VI-III ст. до н.е.,I-II, VI-VIII, XII-XIII ст.н.е.);
- Поселення «Подол-2» (Заплава)[d] (2-1 тис. до н.е., I-II ст. н.е.);
- Поселення «Копанка[d]» (1 тис. до н.е.);
- Поселення «Лози[d]» (3-1 тис. до н.е.);
- Поселення «Гатне[d]» (II пол.3-1 тис. до н.е.);
- Поселення «Вільхове[d]» (3-1 тис. до н.е., I-V ст.н.е.);
- Поселення «Центр[d]» (XI-XIII ст.н.е.);